# Otto Ribbeck

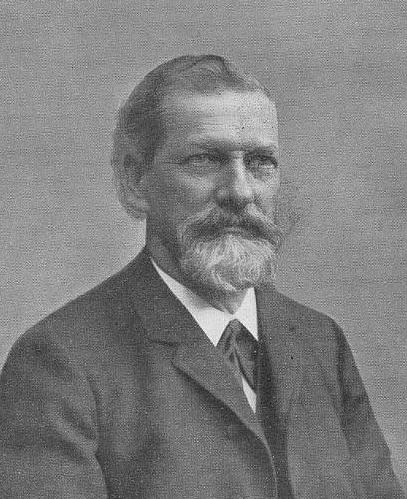
Otto Ribbeck

Johann Carl Otto Ribbeck (* 23. Juli 1827 in Erfurt; † 18. Juli 1898 in Leipzig) war ein deutscher klassischer Philologe.

## Leben
Otto Ribbeck, der Sohn des Konsistorialrats Friedrich Ribbeck (1783–1860), war 1850 zunächst als Probekandidat in Bonn und Berlin, 1852 als Lehrer in Italien, 1853 in Berlin und von 1854 bis 1856 als Lehrer am Gymnasium in Elberfeld tätig. Danach wurde er Professor an der Universität Bern (1856–1861) und gleichzeitig Regierungsrat in Bern, Professor an der Universität Basel (1861/62), der Universität Kiel (1862–1872) und der Universität Heidelberg, bevor er 1877 seinem Lehrer Friedrich Ritschl auf dem Lehrstuhl für klassische Philologie an der Universität Leipzig folgte. 1887/88 war er Rektor der Universität Leipzig. 1888 wurde er zum korrespondierenden Mitglied der Göttinger Akademie der Wissenschaften gewählt. Die Russische Akademie der Wissenschaften in Sankt Petersburg nahm ihn 1893 als korrespondierendes Mitglied auf.

## Werke
Ribbeck war Autor mehrerer Standardwerke über Dichter und Dichtkunst im Römischen Reich, darunter vor allem Geschichte der römischen Dichtung (2. Ausgabe 1894–1900), Die römische Tragödie im Zeitalter der Republik (1875); Scaenicae Romanorum poesis fragmenta (2 Bände, 3. Ausgabe 1897).
Als Textkritiker trat er vor allem durch bemerkenswerten Eifer hervor, der nie zögerte, all das  abzuändern, umzuordnen oder als falsch abzulehnen, was seinem Standard nicht entsprach, Tendenzen, die in seinen Ausgaben der Episteln und der Ars Poetica des Horaz (1869), den Satiren des Juvenal (1859) und in dem ergänzenden Essay Der echte und unechte Juvenal (1865) auffallen. In späteren Jahren wurde er konservativer.
Seine Ausgabe des Vergil (2. Ausgabe 1894–1895), obwohl nur kritisch, ist das Ergebnis großer Gelehrsamkeit, was vor allem die Prolegomena (siehe Prolegomenon) betrifft. Seine Ritschl-Biografie (1879–1881) ist eine der besten Arbeiten dieses Genres. Der Einfluss seines Lehrers ist auch bei Ribbecks kritischer Ausgabe des Miles Gloriosus von Plautus und den Beiträgen zur Lehre von den lateinischen Partikeln spürbar, einem Werk, das bedauern lässt, dass er nicht weitere Forschungsergebnisse in dieser Richtung veröffentlicht hat. Seine Reden und Vorträge wurden nach seinem Tod publiziert (Leipzig 1899). Er zeigte großes Interesse an dem monumentalen Thesaurus Linguae Latinae, und es ist vor allem seinen Anstrengungen zu verdanken, dass die Regierung Sachsens dessen Herstellung durch einen bemerkenswerten finanziellen Beitrag unterstützte.